# Sirinoque
El sirinoque o serinoque es un género del folclore tradicional canario, presente en la isla de La Palma, y que se enmarca dentro de lo que se conoce como folclore de tambor.
Es un género al que se le atribuye un origen precolonial, basándose en la etimología del nombre (sirir-nek, es decir, "tu baile", o sirir-noqque, "baile del gusano"), su apariencia primitiva, la entonación al cantar y las similitudes de los pasos de baile con las danzas precoloniales descritas por los cronistas.
El ritmo es marcado por el tambor, generalmente tocado por el mismo cantante. En ocasiones se utiliza, en vez de tambor, cualquier instrumento de la vida cotidiana como percusión. Otros instrumentos presentes en ocasiones en el sirinoque son la flauta y las castañuelas o castañetas. 
El baile, caracterizado por sus taconeos, se desarrolla en forma de dos filas enfrentadas, una de hombres y otra de mujeres que se cruzan.
El baile es interrumpido cuando comienza la segunda parte del sirinoque: los juegos de colegas, interpretados generalmente por los propios danzantes. Las relaciones son estrofas, muchas veces improvisadas, en las que varias personas se enfrentan o retan, tratando de crear rimas ingeniosas para superar los ataques del rival. En ocasiones los juegos de relaciones tienen un contenido "picante", con alusiones sexuales.
Las figuras más significativas de este tipo de danza son Don Zetuán y Don Nurio, considerados los inventores de este baile.